# Список штучних мов
Список мов, створених штучно за абеткою (без мов програмування).

## Список
| Назва                                                       | Код ISO | Дані про створення                                               | Дані про створення | Дані про створення        |
| Назва                                                       | Код ISO | Автор                                                            | Рік                | Місце                     |
| ----------------------------------------------------------- | ------- | ---------------------------------------------------------------- | ------------------ | ------------------------- |
| Адьюванто (Adjuvanto)                                       |         | Луї де Бофрон                                                    | 1896               | Париж                     |
| Арахау (Ârahau [ara΄xaw])                                   | ahu     | Іван Карасьов                                                    | 2006               | Краснодар                 |
| Атлантійська мова                                           |         | Марк Окранд                                                      | 2001               | США                       |
| Афрігілі (Afrihili)                                         | afh     | К. А. Кумі Аттобрах                                              | 1970               | Гана                      |
| Балейбелен (Bâleybelen)                                     | zba     | Мух'ї Гюльшені                                                   | 1574               | Каїр                      |
| Барон (Baronh)                                              |         | Хіроюкі Моріока                                                  | 1996               | Японія                    |
| Basic English                                               |         | Чарльз Кей Огден                                                 | 1932               | Лондон                    |
| Божа мова (The Divine Language)                             |         | Люк Бессон                                                       | 1996               | Франція                   |
| Бліссимволіка                                               | zbl     | Карл Блісс                                                       | 1949               | Шанхайське гето, Сідней   |
| Brithenig                                                   | bzt     | Ендрю Сміт                                                       | 1996               | Нова Зеландія             |
| Вендергуд                                                   |         | Вільям Джеймс Сідіс                                              | 1905               | США                       |
| Венедик                                                     |         | Ян ван Стенберген                                                | 2002               | Нідерланди                |
| Вестрон (Adûni)                                             |         | Джон Р. Р. Толкін                                                | 1969—1972          | Оксфорд                   |
| Волапюк (Volapük)                                           | vol     | Йоганн Мартін Шлеєр                                              | 1879               | Констанц                  |
| Ґлоса (Glosa)                                               |         | Рональд Кларк, Венді Ешбі                                        | 1972—1992          | Англія                    |
| Дотракійська мова (Dothraki)                                |         | Девід Дж. Пітерсон                                               | 2007—2009          | Language Creation Society |
| Ельюнді (Eliundi)                                           |         | Олександр Колегов                                                | 1989               | Тирасполь                 |
| Енохіанська мова                                            |         | Джон Ді, Едвард Келлі                                            | 1583—1584          | Англія                    |
| Есперантіда (Esperantida)                                   |         | Рене де Соссюр                                                   | 1919—1920          |                           |
| Есперанто (Esperanto)                                       | epo     | Людвік Заменгоф                                                  | 1887               | Білосток                  |
| Ідіом-неутраль (Idiom Neutral)                              |         | Вальдемар Карлович Розенбергер                                   | 1898               | Санкт-Петербург           |
| Lingua Ignota                                               |         | Гільдеґарда Бінгенська                                           | XII ст.            | Німеччина                 |
| Ідо (Ido)                                                   | ido     | Луї де Бофрон                                                    | 1907               | Париж                     |
| Інтерглоса (Interglossa)                                    | igs     | Ланселот Томас Гоґбен                                            | 1943               | Англія                    |
| Інтерлінгва (Interlingua)                                   | ina     | IALA                                                             | 1951               | Нью-Йорк                  |
| Іткуїль (Iţkuîl)                                            |         | Джон Кіхада                                                      | 1978—2004          | США                       |
| Карпофорофілус                                              |         | Невідомий автор                                                  | 1732—1734          | Лейпциг, Німеччина        |
| Квенья (Quenya)                                             | qya     | Джон Р. Р. Толкін                                                | 1915               | Оксфорд                   |
| Клінгонська мова (tlhIngan Hol)                             | tlh     | Марк Окранд                                                      | 1979—1984          | США                       |
| Космос (Kosmos)                                             |         | Євген Лауда                                                      | 1888               | Берлін                    |
| Котава                                                      | avk     | Старен Фечей                                                     | 1978               |                           |
| Ланґо (Lango)                                               |         | Ентоні Александр, Роберт Крейґ                                   | 1996               | острів Мен                |
| Інтерлінгва (латино-сіне-флексіоне) (Latino sine flexione)  |         | Джузеппе Пеано                                                   | 1903               | Турин                     |
| Lingua catolica                                             |         | Альберт Ліптай                                                   | 1890               | Чилі                      |
| Lingwa de planeta                                           |         | Дмитро Іванов, Анастасія Лисенко та інші                         | 2010               | Санкт-Петербург           |
| Лінгва франка нова (Lingua Franca Nova)                     | lfn     | Джордж Бурей                                                     | 1998               | США                       |
| Лінкос (Lincos)                                             |         | Ганс Фройденталь                                                 | 1960               | Утрехт                    |
| Логлан (Loglan)                                             |         | Джеймс Кук Браун                                                 | 1955               | Гейнсвілл, Флорида        |
| Ложбан (Lojban)                                             | jbo     | Група логічної мови                                              | 1987               | США                       |
| Локос (LoCoS)                                               |         | Юкіо Ота                                                         | 1964               | Японія                    |
| Макатон                                                     |         | Маргарет Волкер, Катарина Джонстон, Тоні Корнфорт                | 1979               | Велика Британія           |
| Медефайдрін                                                 | dmf     |                                                                  | 1930—1936          | Ібібіо, Нігерія           |
| Міжслов'янська мова (Меджусловјанскы, Medžuslovjansky)      |         | Войтех Мерунка, Ян ван Стенберген та інші                        | 2017               |                           |
| Мундолінгве                                                 |         | Юліус Лотт                                                       | 1889               | Відень                    |
| Мова На'ві (Na'vi)                                          |         | Пол Фроммер                                                      | 2005—2009          | Лос-Анджелес              |
| Новіаль (Novial)                                            | nov     | Отто Єсперсен                                                    | 1928               | Копенгаген                |
| Новослов'янська мова (Novoslovienskij)                      |         | Войтех Мерунка                                                   | 2009               | Прага                     |
| Мова Нео (Neo)                                              | neu     | Артуро Алфандарі                                                 | 1937, 1961         | Брюссель                  |
| Окциденталь (Occidental, Interlingue)                       | ile     | Едгар де Валь                                                    | 1922               |                           |
| Мова ОМО (OMO)                                              |         | Володимир Венгєров                                               | 1910               | Єкатеринбург              |
| Пасілінгва (Pasilingua)                                     |         | Пауль Штейнер                                                    | 1885               | Нойвід                    |
| Палава-кані (Palawa kani)                                   |         | Тасманійський центр аборигенів                                   | 1999               | Тасманія                  |
| Панроман (Panroman)                                         |         | Х. Моленар                                                       | 1903               | Лейпциг                   |
| Мова Ро (Ro)                                                |         | Едвард Фостер                                                    | 1908               | Цинциннаті                |
| Романід (Romanid)                                           |         | Золтан Мадяр                                                     | 1956—1984          | Угорщина                  |
| Руська мова (Ruski jezik)                                   |         | Юрій Крижанич                                                    | 1666               | Тобольськ                 |
| Сімліш (Simlish)                                            |         |                                                                  | 1996               |                           |
| Синдарин (Sindarin)                                         | sjn     | Джон Р. Р. Толкін                                                | 1915—1937          | Оксфорд                   |
| Словіо (Slovio)                                             |         | Марк Гучко                                                       | 1999               | Словаччина                |
| Словіоскі (Slovioski)                                       |         | Стівен Радзиковський                                             | 2009               | США                       |
| Слов'янські (Slovianski)                                    |         | Ондрей Речник, Габріель Свобода, Ян ван Стенберген, Ігор Поляков | 2006               |                           |
| Сучасна індоєвропейська мова (Eurōpājóm)                    |         | Карлос Кілес                                                     | 2006               | Бадахос                   |
| Сольресоль (Solresol)                                       |         | Жан Франсуа Сюдр                                                 | 1817               | Париж                     |
| Старша Мова (Hen Llinge)                                    |         | Анджей Сапковський                                               | 1986—1999          | Польща                    |
| Талоська мова (El Glheþ Talossan)                           | tzl     | Роберт Бен-Медісон                                               | 1980               | Мілвокі                   |
| Токі-пона (Toki Pona)                                       | tok     | Соня Елен Кіса                                                   | 2001               | Торонто                   |
| Універсаль (Universal)                                      |         | Л. І. Василевський, Г. І. Муравкін                               | 1925               | Харков/Берлін             |
| Універсалглот (Universalglot)                               |         | Ж. Пірро                                                         | 1868               | Париж                     |
| Унітаріо (Unitario)                                         |         | Рольф Рім                                                        | 1987               | Німеччина                 |
| Чорна говірка (Black Speech)                                |         | Джон Р. Р. Толкін                                                | 1941—1972          | Оксфорд                   |
| Мова Галена                                                 |         | Клавдій Гален                                                    | II ст.             | Пергам                    |
| Мова Дальгарно (Lingua philosophica)                        |         | Джордж Дальгарно                                                 | 1661               | Лондон                    |
| Мова Делормеля (Projet d'une Langue universele)             |         | Делормель                                                        | 1794               | Париж                     |
| Мова Лаббе (Lingua universalis)                             |         | Філіпп Лаббе                                                     | 1650               | Франція                   |
| Мова Лейбниця (Ars combinatorica…, De grammatica rationali) |         | Готфрід Вільгельм Лейбніц                                        | 1666—1704          | Німеччина                 |
| Мова Вілкінса (Philosophical language)                      |         | Джон Вілкінс                                                     | 1668               | Лондон                    |
| Мова Уркхарта (Universal language)                          |         | Томас Уркхарт                                                    | 1653               | Лондон                    |
| Мова Шипфера (Communicationssprache)                        |         | Йозеф Шипфер                                                     | 1839               | Вісбаден                  |